# ألولوي (أسطورة)
ألولوي (بالإنجليزية: Aluluei)‏ إله الملاحة في أساطیر میکرونیزیا. قتله إخوته من الغيرة، لكنه استرد حياته بفضل أبيه الذي وضع له عدة عيون في رأسه لتحميه من الأذى في المستقبل، ثم أصبحت هذه العيون هي نجوم السماء التي يسترشد بها البحارة.